# Taira Shinken
Taira Shinken (平 信賢 Taira Shinken; 12 giugno 1897 – 1º settembre 1970) è stato un artista marziale giapponese.
Nacque come Shinken Maezato (前里 信賢?, Maezato Shinken) nel 1897, nell'isola di Kume, arcipelago delle Ryūkyū.

## Gioventù
Fu il secondo figlio in famiglia di tre ragazzi e una ragazza. Da bambino fu dato in adozione (una pratica non insolita nel vecchio Giappone). Fu a questo punto che assunse il nome da ragazza di sua madre che era "Taira". Quando era un ragazzo, Taira lavorò nelle miniere  di zolfo in Minamijima. Soffrì per un incidente che gli provocò la rottura di una gamba quando rimase intrappolato nel crollo di una mine shaft, che gli causò una lesione permanente alla gamba.

## Karate
Nel 1922, dopo aver effettuato un viaggio a Tokyo in cerca di lavoro, fu presentato a Funakoshi Gichin, a fellow Okinawan and Karate instructor. Taira divenne un "deshi" ("studente") di Funakoshi Gichin, sforzandosi di imparare il Karatedo. Nel 1929, Taira iniziò i suoi studi del Ryūkyū Kobudo con il maestro Yabiku Moden.
Nel 1932, dopo aver studiato Kobudo per 3 anni e Karatedo per 10 anni, ricevette l'autorizzazione dai suoi maestri per aprire un dojo. Taira iniziò ad insegnare Karatedo e Kobudo, nella calda e caratteristica località di villeggiatura di Ikaho, nella Prefettura di Gunma.
Taira ebbe un'insaziabile fame di sapere verso il Budō. Da quel giorno fu alla continua ricerca e assimilò le sue scoperte nel sistema del Kobudo. Fu a seguito della sua continua ricerca del sapere che, in 1933, Taira fu presentato dal maestro Funakoshi a Kenwa Mabuni. Nel 1934, Taira divenne deshi di Mabuni.
Nel 1940 il maestro Taira Shinken aprì il suo Dojo Kobudo a Naha (Okinawa). Aprì altri Dojo a Kantō e Kansai, due dei maggiori distretti centrali giapponesi.